# Revoltas tenentistas em Mato Grosso
O estado brasileiro de Mato Grosso foi foco de conspirações militares tenentistas na década de 1920 e palco de uma série de revoltas: por parte do comando da Circunscrição Militar de Mato Grosso (CMMT), em Campo Grande em 1922, do 10.º Regimento de Cavalaria Independente (RCI) de Bela Vista em 1924, e do 17.º Batalhão de Caçadores (BC) de Corumbá em 1925. Forças tenentistas vindas de outros estados também fizeram incursões: a coluna oriunda da Revolta Paulista, em 1924, e a Coluna Prestes em 1925 e 1926–1927. O estado de sítio vigorou no estado de agosto de 1924 até o final de 1925, e novamente de outubro de 1926 a fevereiro de 1927.
A tradicional prática de transferir militares desobedientes a Mato Grosso, somada às más condições de trabalho na região, favoreceram a adesão de seus oficiais mais jovens à oposição armada nacional a Artur Bernardes, presidente eleito em 1922. A elite política mato-grossense permaneceu alinhada ao governo federal. Paralelamente à Revolta dos 18 do Forte no Rio de Janeiro, em 5 de julho, o general Clodoaldo da Fonseca cedeu à pressão de seus tenentes para formar uma "Divisão Revolucionária Provisória", mas nem todas as unidades subordinadas aderiram, e não houve apoio civil. Forças governistas concentraram-se na outra margem do rio Paraná, mas a notícia da derrota do movimento no Rio fez o general entregar o comando sem lutar.
O planejamento da Revolta Paulista incluía revoltas paralelas em Mato Grosso, e uma delas se concretizou entre os tenentes do 10.º RCI em 12 de julho de 1924, sob a liderança de Riograndino Kruel e Pedro Martins da Rocha. Os próprios sargentos do regimento fizeram uma contrarrevolta e prenderam os tenentes, ao custo de dois feridos. No mês seguinte, revoltosos vindos de São Paulo tentaram ocupar o sul de Mato Grosso e foram repelidos na Batalha de Três Lagoas, prosseguindo em seguida à campanha do Paraná. Os sargentos Antonio Carlos de Aquino e Adalberto Granja sublevaram o 17.º BC em 27 de março de 1925, resultando em duas dezenas de feridos em combates com legalistas do Exército, Marinha e civis. Os rebeldes no Paraná formaram a Coluna Prestes e atravessaram Mato Grosso duas vezes, a caminho de Goiás, em maio e junho de 1925, e de Goiás ao exílio, de outubro de 1926 a fevereiro de 1927.

## O ambiente militar em Mato Grosso
Ao início da década de 1920, as lutas armadas entre coronéis no estado de Mato Grosso (que incluía o atual Mato Grosso do Sul neste período) já haviam passado; a divisão de cargos públicos e favores políticos havia apaziguado as facções rivais na elite política. Os conflitos internos agora eram de outra categoria, promovidos por militares.  Mato Grosso era um destino tradicional de militares desobedientes. As transferências punitivas e péssimas condições de trabalho favoreciam a participação dos militares que ali serviam no movimento tenentista mais amplo. A partir de 1922, o sul de Mato Grosso tornou-se um foco de conspiração tenentista. Ideias comparáveis às tenentistas já haviam sido visíveis na revolta do destacamento federal de Ponta Porã, em janeiro de 1921; seu líder, o tenente Heitor Mendes Gonçalves, declarava-se contrário aos "desmandos políticos e a prática de fraudes eleitorais pelas oligarquias detentoras do poder".
Desde 1921 os corpos do Exército Brasileiro no estado eram subordinados à 1.ª Circunscrição Militar, mais conhecida pela população e imprensa como Circunscrição Militar de Mato Grosso (CMMT). A Circunscrição era sediada em Campo Grande e comandada por um general de brigada. Suas unidades compunham uma Brigada Mista cujo comandante era o mesmo da Circunscrição. O efetivo de todas as unidades completas chegaria a cerca de 4 500 militares, mas só o 16.º, 17.º e 18.º Batalhões de Caçadores (BCs), um grupo do 11.º Regimento de Artilharia Montado (RAM) e o 10.º Regimento de Cavalaria Independente (RCI) estavam minimamente organizados, e mesmo assim, com efetivo desfalcado.
Grandes somas de dinheiro público eram gastas na construção de novos quartéis, mas a defesa da região sofria com a escassez de pessoal e equipamento e atrasos rotineiros de cinco meses no pagamento, às vezes chegando a treze meses. O desenvolvimento do Estado-nação brasileiro era visível no uso do telégrafo e da ferrovia durante os conflitos: reforços poderiam chegar através da Estrada de Ferro Noroeste do Brasil (NOB), mas ainda havia ramais para construir e o transporte continuava dependendo de carretas e cargueiros. Até 1924 a CMMT não tinha caminhões militares próprios, e dependia de veículos privados. Os combates trouxeram investimentos à CMMT, e no ano seguinte ambos os lados em conflito usaram caminhões, mas eles ainda não eram o suficiente para carregar todos os soldados. O cavalo permanecia o meio de transporte mais rápido para grandes corpos de tropa.

## 1922

### Revolta da Circunscrição Militar

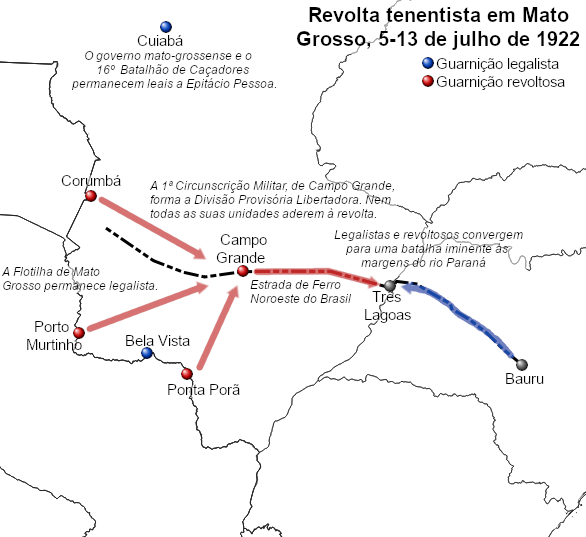
Mapa da revolta em Mato Grosso

A campanha presidencial de 1922 enfureceu um segmento do Exército contra o incumbente, Epitácio Pessoa, seu sucessor eleito, Artur Bernardes, e o sistema político da República Velha por eles representado. Jovens oficiais não aceitavam os resultados e queriam impedir a posse de Bernardes. Ciente que o general Joaquim Inácio Cardoso, comandante da CMMT, preparava um levante, o governo o exonerou em 30 de março. Em 27 de junho a Gazeta de Notícias, no Rio de Janeiro, anunciava que "os frutos da propaganda e da ação pessoal do velho e irrequieto general começaram a surgir agora e, ainda com o seu conselho, pretendem agir os revolucionários, iniciando em Ponta Porã, na fronteira do Paraguai, a sedição militar com a sublevação da força federal ali aquartelada. O governo federal já está neste momento senhor de tudo quanto ocorre em Mato Grosso".
O sucessor do general Cardoso, Clodoaldo da Fonseca, assumiu o comando em 5 de julho e reuniu seus oficiais à noite, compartilhando a notícia de que uma revolução havia estourado com o apoio da maioria do Exército, inclusive as guarnições de São Paulo, Rio Grande do Sul, Bahia e Minas Gerais. Isto era longe da verdade; a revolta limitava-se ao Rio de Janeiro e Niterói e já era um insucesso. A interrupção das linhas telegráficas e ferroviárias significava que os oficiais em Mato Grosso desconheciam o fracasso do movimento no Rio de Janeiro. O comandante da Circunscrição possivelmente estava ciente e seguiu adiante com a revolta por receio de uma rebelião de seus comandados ou pelo compromisso assumido antes de sua partida a Mato Grosso; suas solicitações durante a revolta para que se informasse o senador Antônio Azeredo sugerem que não sabia da realidade no Rio de Janeiro. Clodoaldo era parente do marechal Hermes da Fonseca, o líder mais velho que havia emprestado seu prestígio ao movimento de jovens oficiais. Ele negou num depoimento que já tivesse a intenção de revolta quando assumiu o comando, mas a notícia da prisão de Hermes teria feito ele crer que o levante planejado para o final de outubro teria sido antecipado.
O objetivo do movimento, nas palavras do comandante, era "sem interromper a ordem civil, obrigar os próceres da política a concordarem em declarar nula a eleição presidencial e fazer a indicação dos nossos candidatos". Uma proclamação explicou o movimento aos habitantes de Mato Grosso e São Paulo. A adesão foi maciça entre a oficialidade da CMMT;  o ambiente encontrado pelo general Clodoaldo ao chegar a Campo Grande já era revolucionário, e após a revolta o general Clodoaldo, dois coronéis, um tenente-coronel, dois majores, sete capitães, três primeiros-tenentes e doze segundos-tenentes seriam retirados do serviço na região por seu envolvimento. A liderança de Clodoaldo da Fonseca era simbólica, pois a iniciativa de fato estava com os tenentes. O tenente Grandville Belorophonte de Lima é apontado como o verdadeiro líder do movimento.

### A Divisão Revolucionária Provisória
A CMMT constituiu a Divisão Provisória Libertadora, organizada em duas brigadas, recebendo unidades de Campo Grande, Porto Murtinho e Ponta Porã. A principal era o 17.º Batalhão de Caçadores, sob o comando interino do tenente Joaquim Távora. É difícil quantificar o efetivo, mas possivelmente ele esteve entre 800 e 1 000 homens. O plano era concentrar as forças em Três Lagoas, cruzar o rio Paraná, adentrar São Paulo por Araçatuba e enfrentar as forças paulistas e aliados em apoio aos tenentistas no Rio de Janeiro.
Os revolucionários seguiram um planejamento, ocupando prédios públicos e convocando reservistas. Em Corumbá a intendência militar foi arrombada para prover armas e fardamento aos conscritos, mas o esforço para constituir mais um batalhão de caçadores não teve sucesso. As autoridades revolucionárias prometeram a paz e a manutenção nos cargos dos funcionários públicos estaduais, mas em vários locais destituíram autoridades civis e saquearam os órgãos de arrecadação de impostos e emissão de dinheiro. O respaldo civil era limitado, existindo entre partidários da Reação Republicana. Em Porto Murtinho ele era maior, mas a lei marcial foi aplicada. O movimento teve aspecto de quartelada, sem entusiasmo da população.
Ao norte, em Cuiabá, o governo estadual de Pedro Celestino Corrêa da Costa permaneceu leal a Epitácio Pessoa, embora os revoltosos esperassem sua simpatia devido às suas conexões com o senador Azeredo. No 16.º Batalhão de Caçadores, sediado na cidade, o comandante retardou as ordens do ministro da Guerra para entregar seu batalhão ao comando estadual, mas foi substituído e o batalhão ficou fora da autoridade de Clodoaldo da Fonseca. O 10.º Regimento de Cavalaria Independente (RCI), de Bela Vista, também não participou. Ele estava dividido e seu comandante era contrário ao movimento. O monitor Pernambuco, da Flotilha do Mato Grosso, seguiu a Ladário para auxiliar no combate à revolta. O ministro da Guerra elogiou a lealdade dos funcionários dos Correios e Telégrafos e da Estrada de Ferro Noroeste do Brasil. Eles esvaziaram as caixas d'água da ferrovia para retardar o percurso e repassaram as comunicações telegráficas aos legalistas, que conseguiram decifrar o plano revolucionário.

### Confronto no rio Paraná
O primeiro trem só saiu de Campo Grande em 8 de julho. Ao chegar a Três Lagoas, ponto de travessia para São Paulo, descobriram que os funcionários da ferrovia haviam retirado a balsa de condução de trens e outros navios, deixando-os na outra margem e sem peças essenciais. Ainda assim, os revolucionários apoderaram-se de uma chata para 25 a 30 homens, construíram outra e capturaram uma lancha. Eles posicionaram quatro canhões Krupp calibre 8, retirados do Forte de Coimbra, na foz do rio Sucuriú, apontando à margem paulista.
Em 10 de julho o coronel Tertuliano Potiguara foi incumbido de esmagar o levante. O presidente da República destituiu Clodoaldo da Fonseca no dia 12. Forças da 2.ª Região Militar (incluindo o 4.º Batalhão de Caçadores) e da Força Pública de São Paulo seguiram ao rio Paraná, na divisa mato-grossense. Uma esquadrilha de três aviões fazia o reconhecimento. O contingente da Força Pública incluía 255 soldados e 21 oficiais de seu 2.º Batalhão de Infantaria reforçando o coronel Potiguara, enquanto o 4.º Batalhão, com 617 homens, ficou em reserva em Bauru. As forças legais concentraram-se perto de Três Lagoas, no lado paulista. Veterano da Primeira Guerra, na qual serviu no Exército Francês, o coronel Potiguara preparou-se para cruzar o rio Paraná sob a cobertura de sua artilharia e metralhadoras.
O combate não chegou a ocorrer. Em 13 de julho o general Alberto Cardoso de Aguiar conferenciou com Clodoaldo da Fonseca na estação ferroviária de Três Lagoas, convencendo-o à rendição incondicional para evitar o derramamento de sangue. Alguns dos revolucionários mais extremados ainda queriam lutar, mas Clodoaldo entregou o comando e apresentou-se preso. O novo comandante, general Cardoso de Aguiar, fez as unidades retornarem às sedes. Os reservistas mato-grossenses, à exceção daqueles no 16.º BC, foram licenciados. Os envolvidos na revolta foram encaminhados em pequenos grupos a São Paulo entre julho e setembro para responder a inquérito, mas alguns escaparam ao exílio na Bolívia e Paraguai.

## 1924
O comandante da CMMT em 1924 era o general João Nepomuceno da Costa. As prisões e deserções após julho de 1922 diminuíram o número de oficiais ao seu serviço, e os restantes, na definição do general, eram "francamente revoltosos", "declaradamente simpáticos" ou "sem ardor pela causa da sustentação do atual governo". A oficialidade de 1924 era para ele "quase a mesma [a de 1922], ainda acrescida de novos elementos partidários exaltados contra o candidato vencedor do último pleito presidencial". Foragidos da revolta anterior, incluindo Joaquim Távora, articularam um novo movimento armado, iniciado em São Paulo em 5 de julho. Seus planos incluíam a adesão de unidades em Mato Grosso, com ordens preparadas para as guarnições de Coimbra, Corumbá, Campo Grande e Bela Vista. Esta adesão chegou a ocorrer, mas foi limitada.
Em resposta à revolta em São Paulo, o comando do Exército em Mato Grosso convocou reservistas e iniciou uma grande mobilização e concentração de efetivos em Campo Grande. Aproximadamente 2 000 homens estavam disponíveis, dos quais pelo menos metade eram irregulares. A CMMT tinha ordens para formar uma das três brigadas que cercariam a cidade de São Paulo pelo interior paulista. O primeiro objetivo no estado de São Paulo seria o município de Bauru, mas a demora mato-grossense permitiu que os rebeldes ocupassem a cidade em 18 de julho. A desorganização, desconfiança e dificuldades de transporte fizeram com que a primeira força legalista só atravessasse a divisa no dia 29. O general Costa culpou o comandante da brigada, tenente-coronel Ciro Daltro, que pode ter retardado o movimento em favor dos rebeldes. Segundo o major Frederico Siqueira, que exerceu a chefia do Estado-Maior, "não faz falta no comando, sua ação inútil, retardadora, prejudicial". Alguns oficiais saíram do estado por conta própria para se juntar aos rebeldes em São Paulo.

### Revolta do 10.º RCI
As desconfianças do comando foram confirmadas em Bela Vista, onde os oficiais subalternos sublevaram o 10.º RCI. Os primeiros-tenentes Pedro Martins da Rocha e Riograndino Kruel foram considerados os cabeças do movimento. O primeiro-tenente Jorge Lobo Machado, segundo-tenente Humberto Perreti, segundo sargento Waldemar Ramos Pacheco e civil Accyndino Sampaio, ex-intendente do município, também seriam indiciados pela sedição fracassada. O general Costa tinha motivos para crer que Bela Vista seria o polo irradiador de revoltas em outras guarnições com as quais mantinha contato e inclusive com civis. Em seu relato ele notou a insistência do tenente Kruel, pouco tempo depois de chegar a Campo Grande, para que fosse transferido a Bela Vista, sendo assim um provável emissário dos conspiradores em São Paulo. Quando servia no 7.º RCI, em Cacequi, Rio Grande do Sul, ele esteve envolvido num possível contrabando de armas. Outra evidência de conexões é que o sargento Pacheco levou o automóvel do regimento até Corumbá com um ofício para solicitar a adesão da tropa.
O comandante do regimento, tenente-coronel Péricles de Albuquerque, foi preso pela manhã de 12 de julho em sua residência. Seus capitães de confiança, Carlos Alberto Kiehl e João Jansen Lobo Pereira, foram também detidos. O tenente Rocha então telegrafou a Isidoro Dias Lopes, chefe da revolta em São Paulo, pondo-se a seu serviço. Outro telegrama ao Ministério da Guerra anunciou seu rompimento com o governo. Os revoltosos ocuparam a estação telegráfica, mas o telegrafista Bonifácio Ferreira conseguiu avisar as autoridades e manter os sargentos do regimento a par das contramedidas legalistas. O general Costa ordenou o bloqueio das saídas de Bela Vista para Ponta Porã, Miranda, Nioaque, Aquidauana e Porto Murtinho. A revolta seria sufocada pelo 11.º RCI, de Ponta Porã, contando com o apoio do governo estadual e a Companhia Mate Laranjeira e a mobilização de guardas aduaneiros, vaqueanos e outros. Mas a revolta foi controlada dentro do próprio regimento pelos sargentos, que prenderam seus oficiais na revista do recolher, na noite de 12 de julho. Dois cabos foram feridos pelos revoltosos nesse momento. Esse raro caso de contrarrevolução pelas patentes inferiores foi recompensado pela promoção de 18 sargentos.
No relato do general Nepomuceno Costa, seus telegramas foram enviados inclusive aos rebeldes, exagerando a situação das tropas legalistas, um estratagema que teria motivado os sargentos a iniciar a contrarrevolta. O relato está cheio de elogios próprios; os rebeldes não teriam tido ânimo para enfrentar "um velho soldado que não conhece dificuldades nem sacrifícios, para o estrito cumprimento dos seus deveres militares". O jornal A Capital, aparentemente para desmerecer os elogios do comandante ao presidente do Estado e outras figuras, publicou uma missiva anônima criticando a condução das operações legalistas. Seu autor ressaltou que os telegramas foram enviados no lugar de ordens formais de operações, e não houve uma ordem geral de operações com um plano de ataque; "os comandantes de força que se arranjassem como bem entendessem". O general teria ficado sem ajudante de ordens e chefe do Estado-Maior, designando-os para o comando de unidades. Contra o autor da carta, seria possível argumentar que a comunicação telegráfica era fácil, era preciso uma resposta rápida e faltavam oficiais na Circunscrição Militar.
Temores de revolta também existiram em Campo Grande, após a saída dos oficiais legalistas para a campanha em São Paulo, e no 17.º BC em Corumbá. O general Costa ordenou à flotilha de Mato Grosso que bombardeasse o 17.º BC se houvesse uma sublevação durante seu embarque.

### Passagem da coluna paulista
Os rebeldes abandonaram a cidade de São Paulo na noite de 27 a 28 de julho e pararam em Bauru, de onde poderiam prosseguir a Mato Grosso ou ao Paraná. A opção de uma ofensiva contra Mato Grosso inicialmente convenceu a liderança. Esperava-se receber adesões, fundar o "Estado Livre do Sul" ou "Brasilândia", financiado com as exportações de erva-mate, e continuar a luta aproveitando a geografia fácil de defender. Em vez da rota mais direta até Três Lagoas, que já estava defendida, eles seguiram a Estrada de Ferro Sorocabana até Presidente Epitácio, nas margens do rio Paraná. Os legalistas mato-grossenses retiraram suas forças em Bauru para Três Lagoas, onde foram reforçados pelo destacamento do coronel Malan d'Angrogne, com unidades de Minas Gerais. Em 18 de agosto o comandante revoltoso Juarez Távora liderou um batalhão numa ofensiva a Três Lagoas, sofrendo uma derrota com baixas elevadas ao sul da cidade, na localidade de Campo Japonês. No dia 26 o governo federal estendeu o estado de sítio a Mato Grosso. A medida foi prorrogada até 31 de dezembro de 1925.
A derrota em Três Lagoas fez os revoltosos abandonarem seus planos de ocupação de Mato Grosso. Seu esforço dirigiu-se então ao Paraná, onde a vanguarda alcançou Foz do Iguaçu em 14 de setembro. O restante do exército revolucionário ainda demoraria a chegar; o general Isidoro só desembarcou em Guaíra, a montante de Foz do Iguaçu, em 15 de outubro, e no ínterim, foram resistidos por irregulares legalistas mato-grossenses na descida do rio Paraná. Um dos batalhões revoltosos foi emboscado e rendeu-se aos mato-grossenses em 24 de setembro. Em outubro o general Costa passou o comando da Circunscrição Militar de Mato Grosso ao coronel Malan, considerando vitorioso o esforço para impedir a entrada dos revoltosos no estado.

## 1925–1927
De 12 a 13 de fevereiro de 1925, indícios de uma conspiração de sargentos no 6.º Batalhão de Engenharia (BE), em Aquidauana, levaram à prisão de 14 militares, dos quais três foram excluídos do Exército. Um deles foi o sargento reservista Adalberto Granja, participante posterior da Coluna Prestes e conhecido de Lourenço Moreira Lima, secretário da Coluna. Granja discutiu planos de revolta com sargentos em Campo Grande e Aquidauana, tendo sido encarregado de sublevar o 17.º BC, em Corumbá, unidade onde servia seu irmão. Os conspiradores neste batalhão tinham ligações com o 11.º RCI, de Ponta Porã. Em ambas unidades houve revolta em 27 de março, mas os oficiais do 11.º RCI conseguiram sufocar o movimento dentro do quartel.
Corumbá estava isolada do esforço tenentista principal, na campanha do Paraná, no qual as forças rebeldes estavam prestes a sofrer uma grande derrota em Catanduvas. Nada sugere um plano de deslocamento para o Paraná, mas uma revolta em Corumbá poderia distrair as forças legalistas. Suas motivações podem ter sido disciplinares e ideológicas. Incidentes disciplinares haviam ocorrido no batalhão no mês anterior, e sargentos e praças estavam com os vencimentos atrasados e sentiam-se perseguidos pelo fiscal do batalhão. A ligação ideológica ao tenentismo é evidenciada na liderança de Adalberto Granja. Os dois principais líderes foram Granja e Antonio Carlos de Aquino, um sargento de boa reputação entre soldados e civis. Os sargentos João Leite de Figueiredo, Marcondes Fontes Esperidião Ferraz, Bertholdo de Souza Papa e Lydio de Gomes Barros e o cabo Arlindo são também citados como lideranças.

### Revolta do 17.º BC
O motim começou de madrugada na enfermaria. Na descrição do general Malan d'Angrogne, o comandante do batalhão, capitão Luiz de Oliveira Pinto, "dormia em uma rede, num quarto aberto, no quartel, tal a confiança em seus homens. Acordado aos gritos, subjugado apesar de resistir, foi levado aos empurrões e murros para o xadrez, onde foi encerrado, enquanto os presos, postos em liberdade, formavam com as demais praças". Oficiais que chegavam ao quartel eram presos. Os rebeldes também prenderam o comandante da Força Pública, tenente Arthur Xavier Sobrinho, juntamente com dez de seus soldados, e ocuparam o correio e o telégrafo. O telegrafista David Paulo de Lacerda pulou o muro de sua estação e avisou o comandante da flotilha do Mato Grosso, em Ladário. O pessoal do telégrafo manteve os legalistas informados através de comunicações secretas.
O sargento Granja esperava conseguir apoio civil e entregar a direção da revolta ao coronel Fructuoso Mendes, chefe da Circunscrição de Alistamento Militar, pois ele era conhecido antibernardista e havia sido preso em 1922. Os civis não aderiram e muito menos o coronel, que liderou a contrarrevolta com a colaboração do intendente municipal Cyriaco Felix de Toledo. A Marinha, civis, oficiais do Exército que estavam fora do quartel e alguns sargentos e soldados travaram ao menos uma a duas horas de combates violentos na cidade, deixando duas dezenas de feridos, até que os rebeldes perderam suas posições fora do quartel. O próprio capitão Pinto, preso no xadrez do batalhão, convenceu os guardas a libertá-lo ao redor das 11h00. Ele conseguiu então reunir soldados leais e encerrar o motim. Segundo Lourenço Moreira Lima, os próprios revoltosos entregaram seus líderes ao capitão.
O comandante ordenou o fuzilamento dos sargentos Granja e Aquino. Adalberto Granja, mesmo ferido, escapou, juntou-se à Coluna Prestes e foi fotografado com ela no Piauí. Mais tarde ele foi capturado e morreu na colônia penal de Clevelândia. Antonio Carlos de Aquino, conforme a narrativa de Lourenço Moreira Lima, foi espancado e varado por dezenas de balas quando caiu no chão. O capitão concluiu a execução com um pontapé no rosto do cadáver. O sargento apareceu vivo numa reportagem do jornal O Mato Grosso, publicada em 28 de dezembro de 1930, segundo o qual o "revolucionário de 1924" escapou a caminho da execução, foi dado como morto, participou da Revolução de 1930 e reapareceu em público. Entretanto, o jornal usou um nome diferente, "Pedro Aquino", e a notícia não foi reproduzida em nenhum outro jornal.

### Passagens da Coluna Prestes

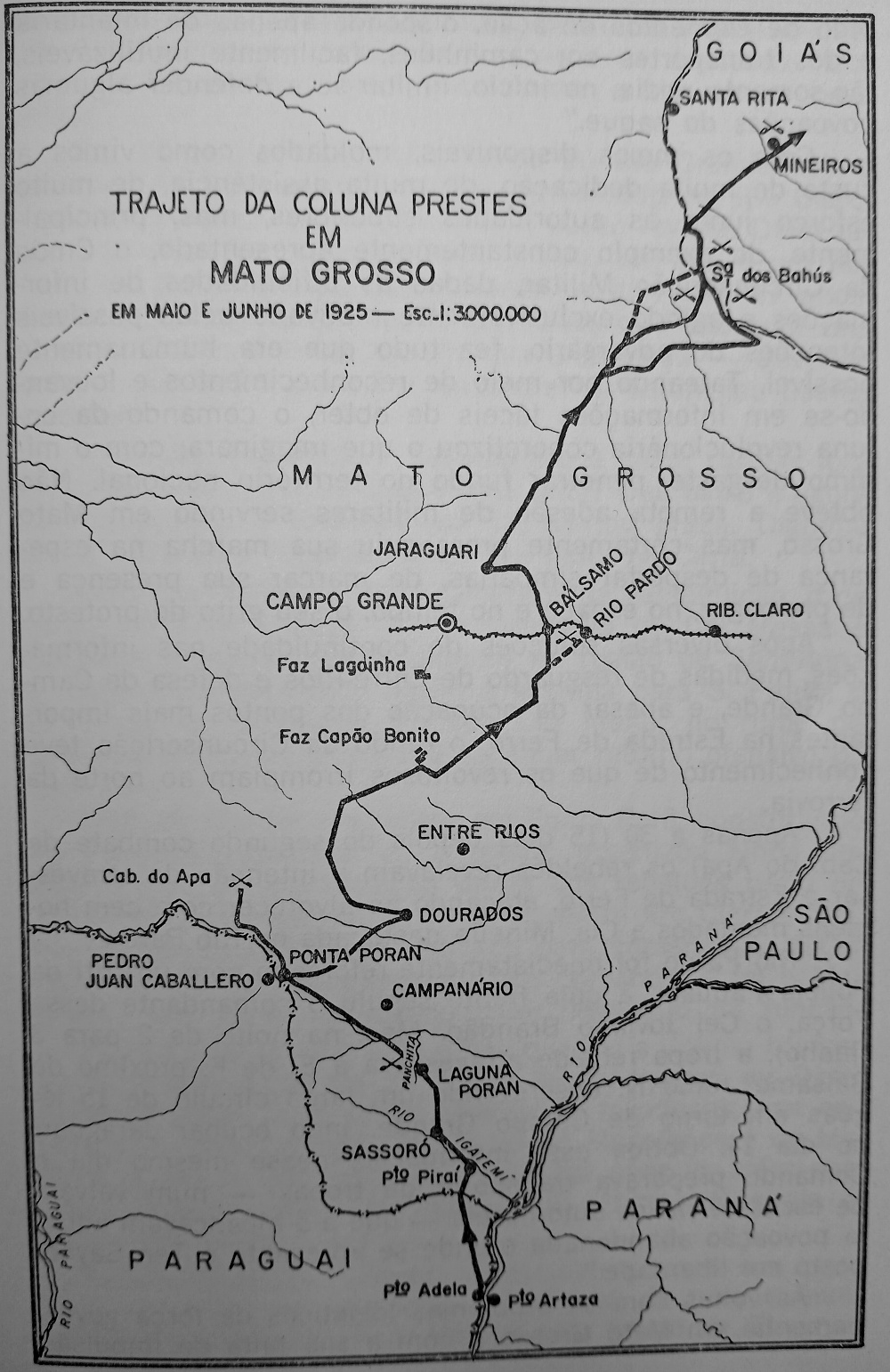
Trajeto da Coluna Prestes por Mato Grosso em 1925

Derrotados no Paraná, os tenentistas reorganizaram sua 1.ª Divisão Revolucionária, mais conhecida como Coluna Prestes, e atravessaram o território paraguaio para reaparecer no Brasil, invadindo Mato Grosso. A divisão tinha cerca de mil homens desgrenhados, com pouca munição e montarias, e encontrou uma abundância de gado e outros recursos no sul mato-grossense. A vanguarda liderada por João Alberto Lins de Barros (2.º RC) atravessou a fronteira em 30 de abril e em 6 de maio teve seu primeiro combate na localidade de Panchita. As forças governistas na região, ao comando do coronel Péricles de Albuquerque, eram cerca de 600 homens, incluindo uma companhia vinda do Rio de Janeiro e outra de Curitiba. Outros destacamentos continuavam a cruzar a fronteira: o 3.º BC de Virgílio dos Santos atravessou Porto Felicidade, no rio Amambaí, em 7 de maio, e o 1.º Batalhão Ferroviário, de Cordeiro de Farias, ocupou o porto Dom Carlos, na margem direita do rio Paraná, no dia seguinte.
Em 8 de maio o coronel Albuquerque ordenou a seu Destacamento Sul de Mato Grosso para recuar na direção de Campo Grande, a 350 quilômetros de distância. Ponta Porã foi abandonada pelo 11.º RCI e ocupada pelos regimentos de João Alberto e Siqueira Campos (3.º RC). O quartel general legalista em Campo Grande discordou da decisão de abandonar Ponta Porã e enviou o major Bertoldo Klinger para chefiar o Estado-Maior do Destacamento, efetivamente assumindo seu comando. A 13 de maio Klinger tinha o Destacamento entrincheirado na cabeceira do rio Apa. As primeiras investidas da Divisão Revolucionária contra essa posição não tiveram sucesso. Neste momento sua liderança abandonou definitivamente a ideia de um combate decisivo em Mato Grosso e decidiu deslocar-se na direção de Goiás.
Klinger tentou um movimento de pinça contra Dourados, em 27 de maio, mas a Divisão Revolucionária já havia passado e estava uma semana adiantada em sua marcha. Suas tentativas de negociar uma rendição não tiveram resposta. Em 1.º de junho os rebeldes estavam todos na margem norte dos trilhos da Noroeste e no dia 4 já ocupavam Jaraguari, 68 quilômetros a norte de Campo Grande. Em 23 de junho eles cruzaram a divisa com Goiás nas proximidades da cidade de Mineiros, tendo percorrido dois mil quilômetros em Mato Grosso. Os legalistas continuaram em seu encalço.
A Coluna Prestes retornou mais de um ano depois, mas ela estava em plena retirada para o exílio. Ao início de setembro de 1926, uma força de três mil soldados da Força Pública de São Paulo tentou interceptá-los no planalto central de Goiás, mas os rebeldes manobraram ao redor da "barreira" e penetraram em Mato Grosso perto da foz do rio Araguaia. Em 22 de outubro ela estava reduzida a 800 homens, 600 deles fisicamente aptos, e tinha pouquíssima munição, mas já estava a 400 quilômetros da fronteira com a Bolívia. O estado de sítio foi restabelecido em Mato Grosso no dia 30 e prorrogado até o início do ano seguinte. O corpo principal da Divisão Revolucionária atravessou o Pantanal e entregou-se às autoridades bolivianas em 4 de fevereiro de 1927. Em 10 de fevereiro um decreto do presidente Washington Luís suspendeu o estado de sítio em Goiás e Mato Grosso "por estar extinta a revolta à mão armada que desde 1922 conflagrou o Brasil".

### Citações
1. ↑  Macaulay 1977, p. 98.
2. ↑  Souza 2018, p. 123-125.
3. ↑  Macaulay 1977, p. 76.
4. ↑  Souza 2018, p. 236.
5. 1 2  Ferreira 2014, p. 246.
6. ↑  Souza 2018, p. 399-400.
7. ↑  Souza 2018, p. 100-103.
8. ↑  Ferreira 2014, p. 246-247.
9. 1 2  Ferreira 2014, p. 251.
10. ↑  Ferreira 2014, p. 247-250, 266.
11. ↑  Souza 2018, p. 401-403.
12. ↑  Ferreira 2014, p. 104, 115-116.
13. ↑  Ferreira 2014, p. 255.
14. 1 2 3  Ferreira 2014, p. 258.
15. ↑  Souza 2018, p. 226-227.
16. 1 2  Silva 1971, p. 206.
17. ↑  Souza 2018, p. 422.
18. ↑  Souza 2018, p. 266.
19. ↑  Souza 2018, p. 237-238.
20. 1 2  «Revolução de 1922». Exército Brasileiro. Arquivado do original em 26 de julho de 2021
21. 1 2  Souza 2018, p. 244, 246-247.
22. ↑  Souza 2018, p. 251-252.
23. ↑  Carvalho 2006, p. 49-50.
24. 1 2  Silva 1971, p. 207.
25. ↑  Ferreira 2014, p. 244.
26. 1 2  Souza 2018, p. 238.
27. ↑  Souza 2018, p. 258.
28. ↑  Ferreira 2014, p. 244-245.
29. ↑  Souza 2018, p. 237.
30. ↑  Souza 2018, p. 239, 250-265 e 401-403.
31. 1 2  Ferreira 2014, p. 245.
32. ↑  Souza 2018, p. 249-250.
33. ↑  Souza 2018, p. 265-266.
34. ↑  Souza 2018, p. 241.
35. ↑  Souza 2018, p. 239-240.
36. ↑  Souza 2018, p. 237-240.
37. ↑  Souza 2018, p. 240-244.
38. ↑  Souza 2018, p. 239-244.
39. ↑  Souza 2018, p. 244-246.
40. ↑  Souza 2018, p. 275-276.
41. ↑  Amaral 2007, p. 40.
42. ↑  Castro 2022, p. 42-43.
43. ↑  Castro 2022, p. 47.
44. ↑  Souza 2018, p. 290.
45. ↑  Ferreira 2014, p. 249-253.
46. ↑  Santos 2013, p. 33-34.
47. ↑  Souza 2018, p. 292, 313.
48. ↑  Santos 2013, p. 42-43, 72.
49. ↑  Ferreira 2014, p. 254.
50. ↑  Souza 2018, p. 292-293.
51. ↑  Santos 2013, p. 42.
52. 1 2  Ferreira 2014, p. 250.
53. ↑  Souza 2018, p. 294.
54. ↑  Souza 2018, p. 302-304.
55. ↑  Souza 2018, p. 293-294.
56. 1 2  Souza 2018, p. 293-295.
57. ↑  Souza 2018, p. 307-308.
58. ↑  Souza 2018, p. 295-298.
59. ↑  Souza 2018, p. 308-309.
60. ↑  Souza 2018, p. 283.
61. ↑  Meirelles 2002, p. 212.
62. ↑  Souza 2018, p. 315.
63. ↑  Macaulay 1977, p. 27-28.
64. ↑  Souza 2018, p. 292.
65. ↑  «De Mogy-mirim a Tres Lagôas: Ligeiro historico da acção brilhantissima desenvolvida pela columna Malan d'Angrogne» (PDF). Gazeta de Notícias. Rio de Janeiro. 18 de setembro de 1924. p. 3
66. ↑  Souza 2018, p. 314.
67. ↑  Brasil, Decreto nº 16.563, de 26 de agosto de 1924. Estende ao Estado de Matto Grosso o estado de sitio por 90 dias.
68. ↑  Brasil, Decreto nº 16.579, de 3 de setembro de 1924. Proroga, até 31 de dezembro de 1924, o estado de sítio decretado para os territorios do Districto Federal e dos Estados do Rio de Janeiro, São Paulo, Matto Grosso , Sergipe, Pará, Amazonas e Bahia.
69. ↑  Brasil, Decreto nº 16.765, de 1 de janeiro de 1925. Declara em estado de sitio o Districto Federal e os Estados de S. Paulo, Mato Grosso, Rio de Janeiro, Paraná, Santa Catharina e Rio Grande do Sul.
70. ↑  Brasil, Decreto nº 16.890, de 22 de abril de 1925. Proroga o estado de sitio no Districto Federal e nos Estados do Amazonas, Pará, Sergipe, Bahia, Rio de Janeiro, São Paulo, Matto Grosso, Paraná, Santa Catharina e Rio Grande do Sul.
71. ↑  Souza 2018, p. 317.
72. ↑  Macaulay 1977, p. 33-34.
73. ↑  Souza 2018, p. 322.
74. ↑  Souza 2018, p. 360.
75. ↑  Souza 2018, p. 344-345, 359-360, 363.
76. 1 2 3  Meirelles 2002, p. 360.
77. ↑  Souza 2018, p. 366.
78. ↑  Souza 2018, p. 365-366.
79. ↑  Souza 2018, p. 363.
80. ↑  Souza 2018, p. 358.
81. 1 2  Souza 2018, p. 361.
82. ↑  Souza 2018, p. 358, 361.
83. ↑  Souza 2018, p. 358-360.
84. ↑  Souza 2018, p. 359.
85. ↑  Souza 2018, p. 359-361.
86. ↑  Souza 2018, p. 364.
87. ↑  Souza 2018, p. 334-339.
88. ↑  Macaulay 1977, p. 102.
89. ↑  Souza 2018, p. 340-341.
90. ↑  Souza 2018, p. 342, 344.
91. ↑  Macaulay 1977, p. 105-109, 114.
92. ↑  Macaulay 1977, p. 110-112.
93. ↑  Souza 2018, p. 355.
94. ↑  Macaulay 1977, p. 222-223.
95. ↑  Brasil, Decreto nº 17.498, de 30 de outubro de 1926. Torna extensivo ao Estado de Matto Grosso o estado de sitio, de que trata o decreto n. 17.174, de 31 de dezembro de 1925, e suspende o que vigora no Estado do Ceará.
96. ↑  Brasil, Decreto nº 17.616, de 31 de dezembro de 1926. Declara em estado de sitio, até 31 de janeiro de 1927, o territorio dos Estados do Rio Grande do Sul, Santa Catharina, Matto Grosso e Goyaz.
97. ↑  Brasil, Decreto nº 17.658, de 31 de janeiro de 1927. Proroga, nos Estados do Rio Grande do Sul, Matto-Grosso e Goyaz, o estado de sitio de que trata o decreto n. 17.616, de 31 de dezembro de 1926, até o dia 28 de fevereiro proximo.
98. ↑  Macaulay 1977, p. 227.
99. ↑  Brasil, Decreto nº 17.683, de 10 de fevereiro de 1927. Suspende o estado de sitio nos territorios dos Estados de Matto Grosso e Goyaz, por estar extincta a revolta a mão armada que desde 1922 conflagrou o Brasil.